# Nantmawr
Nantmawr – wieś w Anglii, w hrabstwie Shropshire. Leży 28 km na północny zachód od miasta Shrewsbury i 251 km na północny zachód od Londynu.